# Confederazione Generale Italiana del Lavoro
Confederazione Generale Italiana del Lavoro (CGIL) är Italiens största fackliga centralorganisation. Man har knappt sex miljoner medlemmar och är medlem i Internationella fackliga samorganisationen och Europeiska fackliga samorganisationen. Generalsekreterare sedan 2019 är Maurizio Landini.

## Historik
CGIL grundades i juni 1944 efter en sammanslagning av kristdemokratiska, socialistiska och kommunistiska fackföreningar. Den nya organisationen uppstod i tomrummet från de avvecklade fascistiska fackföreningarna som hade dominerat under Mussolinis tid vid makten. Den starkaste delen efter sammanslagningen var den som härstammade från den kommunistiska fackföreningen Confederazione Generale del Lavoro som grundades 1906. Ganska snart efter bildandet av CGIL bröt sig de kristdemokratiska och socialistiska medlemmarna ur organisationen och bildade självständiga fackföreningar.
Trots diverse utbrytningar förblev CGIL efterkrigstidens starkaste fackliga centralorganisation i Italien. Sitt starkaste stöd hade man bland arbetare inom tung industri och lantbruket. När anhängare av övriga ideologier övergav CGIL förstärktes det kommunistiska inflytandet och man utvecklade nära band till Italienska kommunistpartiet.
Efter sin fjortonde kongress i Rimini organiserade CGIL den 23 mars 2002 en av de största demonstrationerna i Italiens historia. Demonstrationen, som riktade sig mot regeringen Silvio Berlusconi, samlade omkring tre miljoner deltagare i Rom. Den rörde främst Berlusconis planer på att ta bort artikel 18 i italiensk arbetsrättslagstiftning, enligt vilken ingen arbetstagare får sägas upp utan orsak. Efter hårda strider undertecknade de två övriga fackliga centralorganisationerna i Italien, Confederazione Generale Italiana del Lavoro och Unione Italiana del Lavoro, en "pakt för Italien" med Berlusconi. CGIL vägrade underteckna pakten vilket har splittrat den italienska fackföreningsrörelsen.

## Generalsekreterare
- 1944-1957 Giuseppe Di Vittorio
- 1957-1970 Agostino Novella
- 1970-1986 Luciano Lama
- 1986-1988 Antonio Pizzinato
- 1988-1994 Bruno Trentin
- 1994-2002 Sergio Cofferati
- 2002-2010 Guglielmo Epifani
- 2010-2019 Susanna Camusso
- 2019-  Maurizio Landini